# Cytamobile
Cyta ([ˈsita]) è una società semi-governativa, principale operatore di telecomunicazioni a Cipro.
Cytamobile fornisce i propri servizi di telefonia mobile dal 1988 e attualmente opera sotto il nome Cytamobile-Vodafone, a seguito di un accordo di partnership di rete con Vodafone nel 2004.

## Storia
Fondata originariamente come Cyprus Inland Telecommunications Authority (CITA; in greco Αρχής Εσωτερικών Τηλεπικοινωνιών Κύπρου (A.E.T.K.)) nel 1955, è stata ribattezzata Cyprus Telecommunications Authority (CYTA; in greco Αρχή Τηλεπικοινωνιών Κύπρου (Α.ΤΗ.Κ.) [aˈtik]) nel 1961 dopo aver assunto il controllo delle comunicazioni esterne dalla Cable & Wireless.
Cyta fornisce servizi di telefonia mobile dal 1988.
Fornisce accesso a Internet dal 1995 con il marchio Cytanet e ora offre servizi di accesso DSL a banda larga. Marchiata come miVision, Cyta è entrata nel 2004 nel mercato della televisione digitale e interattiva. Il servizio è stato ribattezzato Cytavision.
Attualmente opera con il nome Cytamobile-Vodafone, a seguito di un accordo di partenariato di rete con Vodafone nel 2004.

## Servizi
Al giorno d'oggi, Cyta fornisce a Cipro un'ampia gamma di servizi e strutture per la telefonia fissa e mobile.
Basandosi sul suo ruolo di hub di telecomunicazioni nel Mediterraneo sud-orientale, Cyta ha ampliato le sue operazioni nel mercato greco, offrendo Internet a banda larga e servizi di telefonia fissa in aree specifiche della Grecia, con piani per un'ulteriore espansione in futuro. Opera anche nel mercato britannico, offrendo "soluzioni di rete su misura" ai clienti basati sulla piattaforma IP-MPLS. Anche l'Europa centrale e orientale sono mercati presi di mira.
Negli ultimi anni e in seguito all'adesione di Cipro all'Unione europea nel 2004, Cyta ha dovuto affrontare una serie di sfide per quanto riguarda le implicazioni legali e le normative dell'operare all'interno del blocco europeo, l'agguerrita concorrenza che ne deriva e gli sviluppi in continua evoluzione nel telecomunicazioni.